# Sebastian Łukaszewicz
Sebastian Łukaszewicz (ur. 9 lutego 1991 w Białymstoku) – polski samorządowiec i menedżer, w latach 2022–2023 wicemarszałek województwa podlaskiego, poseł na Sejm X kadencji.

## Życiorys
Syn Andrzeja i Elżbiety. Studiował filologię francuską z językiem hiszpańskim oraz bezpieczeństwo wewnętrzne na Uniwersytecie w Białymstoku, w 2017 uzyskał licencjat na drugim z kierunków. W 2020 został absolwentem studiów typu MBA w Menedżerskiej Akademii Nauk Stosowanych w Warszawie. W 2019 został wicedyrektorem białostockiego oddziału Totalizatora Sportowego, wchodził też w skład rad różnych instytucji, m.in. Polskiego Towarzystwa Ubezpieczeń Wzajemnych.
Zaangażował się w działalność polityczną w ramach Prawa i Sprawiedliwości. W 2010 kandydował do sejmiku podlaskiego. W latach 2015–2018 był doradcą ministra rolnictwa i rozwoju wsi Krzysztofa Jurgiela, odpowiedzialnym za współpracę z samorządami i organizacjami pozarządowymi. W 2018 uzyskał mandat radnego sejmiku podlaskiego VI kadencji. Jako reprezentant Podlasia wszedł w skład Komitetu Regionów. W styczniu 2020 przeszedł z PiS do Solidarnej Polski (w maju 2023 przemianowanej na Suwerenną Polskę). 3 marca 2022 objął funkcję wicemarszałka województwa podlaskiego (w miejsce odwołanego w październiku 2021 Stanisława Derehajły, który jednak do tego czasu pełnił obowiązki wicemarszałka wobec nieskutecznego wyboru następcy, wówczas Sebastian Łukaszewicz nie został wybrany przez sejmik na wicemarszałka).
W 2021 został prawomocnie skazany przez Sąd Okręgowy w Białymstoku na karę grzywny za znieważenie podczas Marszu Równości w Białymstoku w 2019.
W wyborach w 2023 uzyskał mandat posła na Sejm X kadencji, kandydując z ostatniego miejsca listy PiS (jako przedstawiciel Suwerennej Polski) w okręgu białostockim i otrzymując 11 554 głosy. W konsekwencji zakończył pełnienie funkcji wicemarszałka województwa podlaskiego. W styczniu 2024 powołany w skład sejmowej komisji śledczej ds. wykorzystania oprogramowania Pegasus. W listopadzie tego samego roku, miesiąc po wejściu Suwerennej Polski w skład PiS, został wiceprezesem okręgu podlaskiego tej partii.